# Åryd, Växjö kommun
Åryd är en tätort i Hemmesjö socken i Växjö kommun i Kronobergs län.
Tidigare fanns länge ett järnbruk i Åryd. Bruksmiljön finns delvis bevarad, exempelvis masugnen.

## Historia
Redan på 1600-talet började man utnyttja sjömalmen på Årydsjöns botten, och de milslånga skogarna för att producera järn. Järnbruket och dess efterföljare gav välstånd åt bygden. Under tidigt 1900-tal hade även glasbruket en kort blomning i byn. På 1900-talet ersattes också järnet av träproduktionen, och den sista länken i industrikedjan blev spånskivan.
Socknens 1100-talskyrka vittnar också om att samhället ligger i en gammal kulturbygd.

### Befolkningsutveckling
| Befolkningsutvecklingen i Åryd 1960–2020 | Befolkningsutvecklingen i Åryd 1960–2020 | Befolkningsutvecklingen i Åryd 1960–2020 | Befolkningsutvecklingen i Åryd 1960–2020 | Befolkningsutvecklingen i Åryd 1960–2020 |
| ---------------------------------------- | ---------------------------------------- | ---------------------------------------- | ---------------------------------------- | ---------------------------------------- |
|                                          |                                          |                                          |                                          |                                          |
| År                                       |                                          |                                          | Folkmängd                                | Areal (ha)                               |
| 1960                                     | 1960                                     |                                          | 312                                      |                                          |
| 1965                                     | 1965                                     |                                          | 343                                      |                                          |
| 1970                                     | 1970                                     |                                          | 479                                      |                                          |
| 1975                                     | 1975                                     |                                          | 521                                      |                                          |
| 1980                                     | 1980                                     |                                          | 659                                      |                                          |
| 1990                                     | 1990                                     |                                          | 762                                      | 82                                       |
| 1995                                     | 1995                                     |                                          | 730                                      | 82                                       |
| 2000                                     | 2000                                     |                                          | 698                                      | 80                                       |
| 2005                                     | 2005                                     |                                          | 674                                      | 80                                       |
| 2010                                     | 2010                                     |                                          | 684                                      | 81                                       |
| 2015                                     | 2015                                     |                                          | 687                                      | 81                                       |
| 2020                                     | 2020                                     |                                          | 676                                      | 81                                       |
|                                          |                                          |                                          |                                          |                                          |

Medelålder ligger på 37,7 år (2018) 

## Samhället
I Åryd finns skola med klasserna år 1-6 och fritidsverksamhet samt Åryds förskola kommunal förskola med ca 50 barn fördelat på tre avdelningar och Ekorrens förskola, vilket är en privat förskola med ca 20 inskrivna barn. 
Affären i Åryd är också ombud för apoteket, har viss postservice och spelhörna. År 2012 blev övergick affären till att bli ett kooperativ. På grund av ekonomiska problem lade kooperativet ner i september 2017, men drevs därefter vidare i privat regi.
Café Masugnen är öppet under sommaren.

## Idrott
Åryds IK har fotbollslag för både flickor och pojkar i åldrarna  7–16 år och de har även flera seniorlag. De anordnar också träning inom tennis.